# Ботаническая (станция метро, Екатеринбург)
«Ботани́ческая» — 9-я станция Екатеринбургского метрополитена. Конечная станция 1-й линии, расположена между действующей станцией «Чкаловская» и перспективной «Уктусские горы».
Станция открыта 28 ноября 2011 года в составе пускового участка «Геологическая» — «Ботаническая».
Находится на территории Чкаловского района Екатеринбурга. Названа в честь близлежащего Ботанического сада УрО РАН и прилегающего к нему жилого района «Ботанический».

## История строительства
Станция находилась в первоначальном проекте Свердловского метрополитена как «Белинская».
Строительство станции началось 27 марта 2007 года. 21 августа 2007 года были закончены работы по выносу коммуникаций, сооружены временные здания, подведена электроэнергия, выполнены свайные ограждения. 21 декабря того же года строители залили первые кубометры бетона в котлован будущей станции.
9 апреля 2008 года строители залили в каркас разворотной площадки более 2 тысяч кубометров бетона. 5 сентября 2008 года «ВИРТ» вышел из левого перегонного тоннеля в котлован станции; выполнена треть нижнего основания станции. 6 февраля 2009 года основной объём бетонных работ выполнен. Все основные работы по строительству корпуса станции будут завершены к сентябрю 2009 года, после чего на станции начнутся отделочные работы.
25 февраля 2010 года горнопроходческий комплекс «ВИРТ» вновь запущен для проходки 1370 м правого перегонного тоннеля (обратно в сторону «Чкаловской»). 12 марта того же года за 2 недели работы «ВИРТ» прошёл первые 25 метров правого перегонного тоннеля, с 15 марта работы ведутся в 2 смены. 16 мая того же года «ВИРТ» прошёл уже 230 метров правого перегонного тоннеля, по согласованному графику. На станции полным ходом идут монолитные работы, которые будут закончены до конца 2010 года.
12 января 2011 года осталось пройти 400 метров тоннеля, основные строительно-монтажные работы на «Ботанической» завершены на 99 %, ведутся специализированные и отделочные работы. 12 марта того же года горнопроходческому комплексу «WIRTH» осталось пройти 150 метров; средняя скорость проходки — 6 метров в сутки. 20 апреля того же года состоялась сбойка, завершившая проходку правого перегонного тоннеля. 25 мая 2011 года были полностью облицованы гранитной плиткой вестибюли и лестничные сходы на платформу, продолжается отделка гранитом светло-бежевого цвета путевых стен. Заканчивается монтаж совмещённой тягово-понизительной подстанции (СТП), работы по укладке путевого бетона и устройству рельсошпальной решётки, строительство пешеходных переходов (три из них уже готовы к отделке, а на четвёртом заканчивается бетонирование каркаса).
11 октября 2011 года были закончены работы по отделке внутренних помещений и отделке пешеходных переходов. 20 и 21 ноября 2011 года габаритная рама прошла по обоим тоннелям. 28 ноября 2011 года президент России Дмитрий Медведев принял участие в торжественном открытии станции метро «Ботаническая».

## Вестибюли и пересадки
Два подземных вестибюля соединяются с пассажирской платформой двухмаршевыми лестницами высотой подъёма по 3,36 м. Южный подземный вестибюль совмещён с протяжённым подземным пешеходным переходом, в который имеются 7 наземных входов. 2 входа — на южной стороне ул. Шварца, на пересечении с ул. Крестинского (с обеих сторон ул. Крестинского), ещё один вход на северной стороне ул. Шварца (у дома № 232 на ул. Белинского). 4 входа на пересечении ул. Шварца и Белинского (по одному на каждом углу перекрёстка) одновременно со станцией не открылись из-за их неготовности. Они были открыты на следующий день — 29 ноября. Предусмотрено устройство на лестничных сходах специальных наклонных подъёмников и пандусов.
Северный вестибюль станции имеет один вход — напротив торгового центра «Дирижабль», со стороны ул. Белинского. В перспективе будет проложен подземный переход под ул. Фучика, с северной стороны которой будет ещё один вход.
Это одна из двух станций Екатеринбургского метрополитена, на которой нет эскалаторов (другая — Проспект Космонавтов)

## Техническая характеристика
- Конструкция станции — колонная трёхпролётная мелкого заложения с двумя рядами колонн.
- Глубина заложения — 12 метров.
- Шаг колонн — 6 метров.
- Ширина междупутья — 12,9 метра.

## Оформление

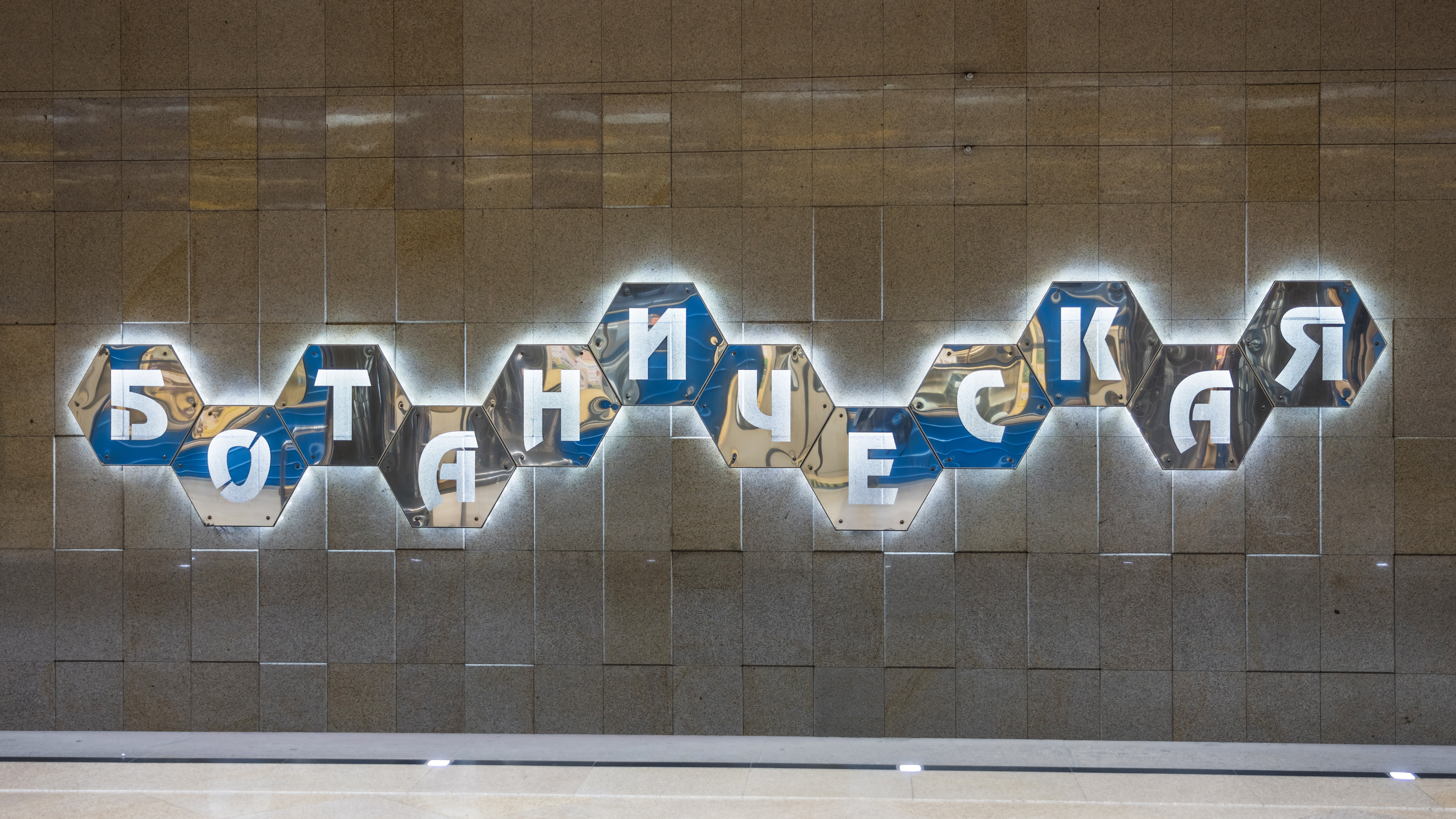
Название станции на путевой стене

В оформлении станции ключевым элементом являются правильные шестиугольники, ассоциирующиеся с пчелиными сотами. Потолок станции в форме сот позволил удачно скрыть внутри них светильники, обеспечил мягкое и тёплое освещение платформенной части. Светлый пол выполнен из керамогранита, колонны облицованы листовым металлом.

## Путевое развитие
За станцией расположены два тупика и перекрёстный съезд между ними.

## Пассажирские перевозки
Расчётная загрузка в «час пик» — 9,35 тыс. человек по посадке и 4,65 тыс. чел. по высадке. Среднесуточный объём перевозок составит 50 тыс. пассажиров, а годовой — 18,3 млн пассажиров.

## Наземный общественный транспорт
Станция имеет выходы к многочисленным остановкам (в том числе — конечным) всех видов наземного транспорта: автобусов, троллейбусов, трамваев и маршрутных такси.
Таблица: маршруты общественного транспорта (данные на ноябрь 2015 года)
| Автобусы | Автобусы | Автобусы         | Автобусы         |
| №        | Следует к станциям метро | Конечный пункт 1 | Конечный пункт 2 |
| -------- | --- | ---------------- | ---------------- |
| 17       | «Ботаническая» (остановка «улица Крестинского»), | Южная            | посёлок Рудный   |
| 57       | «Уральская» (остановка «Вокзальная»), «Площадь 1905 года», «Геологическая» (остановка «Цирк»), «Чкаловская» (остановка «Автовокзал»), «Ботаническая» (остановка «улица Крестинского») | улица Пехотинцев | Елизавет         |

| Трамваи | Трамваи | Трамваи                      | Трамваи                      |
| №       | Следует к станциям метро | Конечный пункт 1             | Конечный пункт 2             |
| ------- | --- | ---------------------------- | ---------------------------- |
| 5       | «Уралмаш», «Машиностроителей» (остановка «Педуниверситет»), «Уральская» (остановка «ЖД Вокзал»), «Геологическая» (остановка «Цирк»), «Чкаловская» (остановка «Автовокзал»), «Ботаническая» | УЗТМ                         | станция метро «Ботаническая» |
| 34      | «Ботаническая» | станция метро «Ботаническая» | Керамическая                 |

| Троллейбусы | Троллейбусы | Троллейбусы          | Троллейбусы               |
| №           | Следует к станциям метро                                                                                         | Конечный пункт 1     | Конечный пункт 2          |
| ----------- | --- | -------------------- | ------------------------- |
| 1           | «Уральская» (остановка «ЖД Вокзал»), «Ботаническая» (остановка «улица Шварца»)                                   | ЖД Вокзал            | Химмаш                    |
| 6           | «Ботаническая» (остановка «улица Шварца»)                                                                        | Академическая        | Химмаш                    |
| 9           | «Уральская» (остановка «ЖД Вокзал»), «Ботаническая» (остановка «улица Шварца»)                                   | ЖД Вокзал            | Табачная фабрика «Альвис» |
| 15          | «Уральская» (остановка «гостиница Свердловск»), «Ботаническая» (остановки «улица Крестинского» и «улица Шварца») | гостиница Свердловск | микрорайон Ботанический   |
| 20          | «Ботаническая» (остановки «улица Крестинского» и «улица Шварца»)                                                 | Академическая        | микрорайон Ботанический   |

## Перспективы
Станция ожидает реконструкцию из-за строительства рядом автовокзала «Золотой».